# Pteroloma
Pteroloma是鞘翅目隐翅虫总科的一個甲蟲屬，舊屬葬甲科的Agyrtini，今屬Agyrtidae科的Pterolominae亞科。

## 說明
本屬物種以腐肉為食，體型細小，身體的上半部分具有光滑燦爛的顏色，鞘翅在槽中與大點，前胸背板底部有三個孔。
其頭部除了有一般常見的發達複眼以外，本屬物種還有2个背单眼。

## 物種
現時本屬已知物種有：
- Pteroloma altaicum Nikolajev, 1989
- Pteroloma forsstromii (Gyllenhal, 1810)[3]
- Pteroloma nigromontanum Lafer, 2002
- Pteroloma sibiricum Székessy, 1935